# Ken'ichi Shimokawa
Ken'ichi Shimokawa (下川 健一 Shimokawa Ken'ichi?,  nacido el 14 de mayo de 1970 en Gifu, Gifu) es un exfutbolista japonés que se desempeñaba como guardameta.
Shimokawa jugó 9 veces para la selección de fútbol de Japón entre 1995 y 1997. Fue elegido para integrar la selección nacional de Japón para los Copa Asiática 1996.

## Trayectoria

### Clubes
| Club                | País  | Año         |
| ------------------- | ----- | ----------- |
| JEF United Ichihara | Japón | 1989 - 2000 |
| Yokohama F. Marinos | Japón | 2001 - 2006 |

### Selección nacional
| Selección | País  | Año         |
| --------- | ----- | ----------- |
| Absoluta  | Japón | 1995 - 1997 |

## Estadística de equipo nacional
| Selección de Japón | Selección de Japón | Selección de Japón |
| Año                | Part.              | Goles              |
| ------------------ | ------------------ | ------------------ |
| 1995               | 1                  | 0                  |
| 1996               | 7                  | 0                  |
| 1997               | 1                  | 0                  |
| Total              | 9                  | 0                  |

## Palmarés

### Títulos nacionales
| Título         | Club                | País  | Año  |
| -------------- | ------------------- | ----- | ---- |
| Copa J. League | Yokohama F. Marinos | Japón | 2001 |
| J1 League      | Yokohama F. Marinos | Japón | 2003 |
| J1 League      | Yokohama F. Marinos | Japón | 2004 |

### Distinciones individuales
| Distinción                  | Año       |
| --------------------------- | --------- |
| Japan Soccer League Best XI | 1989-1990 |